# Ischnothele annulata
Ischnothele annulata är en spindelart som beskrevs av Albert Tullgren 1905. Ischnothele annulata ingår i släktet Ischnothele och familjen Dipluridae. Inga underarter finns listade i Catalogue of Life.